# Georges Labadie
Georges Labadie – francuski zapaśnik walczący w stylu wolnym. Brązowy medalista mistrzostw Europy w 1946 roku.